# Авторский надзор
А́вторский надзо́р — контроль лица, осуществившего подготовку проектной документации, за соблюдением в процессе строительства требований проектной документации, технических характеристик и художественных замыслов.

## Общие положения
Авторский надзор представляет собой совокупность действий, осуществляемых визуально и документально и направленных на определение соответствия градостроительных, архитектурно-планировочных, художественных, технических, технологических и природоохранных решений и действий, осуществляемых подрядчиком в процессе возведения объекта строительства, принятым решениям в рабочем проекте объекта строительства и зафиксированным в документации.
Авторский надзор за строительством зданий и сооружений осуществляется, как правило, на протяжении всего периода строительства и ввода объекта капитального строительства в эксплуатацию. В ходе ведения авторского надзора проектировщику должен быть предоставлен подрядчиком доступ во все строящиеся объекты капитального строительства, а также иные места производства строительно-монтажных работ. При этом авторский надзор при строительстве опасного производственного объекта, а также при приспособлении объекта культурного наследия для современного использования осуществляется в обязательном порядке.
Требования специалистов, осуществляющих авторский надзор, об устранении недостатков выполнения работ обязательны для исполнения лицами, осуществляющими строительство.
Основывается на закрепленном в Гражданском кодексе РФ праве автора произведения архитектуры, градостроительства или садово-паркового искусства на осуществление авторского надзора за строительством здания или сооружения либо иной реализацией соответствующего проекта.
Кроме того, автор произведения архитектуры, градостроительства или садово-паркового искусства вправе требовать от заказчика соответствующего проекта предоставления права на участие в реализации своего проекта, если договором не предусмотрено иное.
Авторский надзор архитектора осуществляется автором-архитектором в инициативном порядке независимо от решения застройщика (заказчика) и наличия договора на авторский надзор по объекту. Территориальный орган по архитектуре и градостроительству по заявлению автора, удостоверившись в его авторстве, может выдать застройщику (заказчику) распоряжение об обеспечении допуска автора на объект строительства, возможности внесения им записей в журнал авторского надзора. Претензии автора-архитектора по реализации архитектурных проектных решений могут рассматриваться органом по градостроительству и архитектуре, решение которого является обязательным для застройщика (заказчика).
Документом, регламентирующим  организацию и осуществление авторского надзора за строительством, реконструкцией, капитальным ремонтом зданий и сооружений, является свод правил СП 246.1325800.2023 "Положение об авторском надзоре при строительстве, реконструкции и капитальном ремонте объектов капитального строительства" утвержденный приказом Министерства строительства Российской Федерации от 09.01.2024 N 5/пр

## Правовые акты
- Гражданский Кодекс РФ (Часть 4) от 18.12.2006 N 230-ФЗ (принят ГД ФС РФ 24.11.2006)